# Brasil en los Juegos Paralímpicos de Atlanta 1996
Brasil estuvo representado en los Juegos Paralímpicos de Atlanta 1996 por un total de 60 deportistas, 41 hombres y 19 mujeres.

## Medallistas
El equipo paralímpico brasileño obtuvo las siguientes medallas:
| Nombre                 | Deporte   | Evento                             |
| ---------------------- | --------- | ---------------------------------- |
| Oro                    |           |                                    |
| José Afonso Medeiros   | Natación  | 50 m mariposa S7 masculino         |
| Antônio Tenório        | Yudo      | –86 kg masculino                   |
| Plata                  |           |                                    |
| Ádria Santos           | Atletismo | 100 m T10 femenino                 |
| Ádria Santos           | Atletismo | 200 m T10 femenino                 |
| Ádria Santos           | Atletismo | 400 m T10 femenino                 |
| Douglas Amador         | Atletismo | 200 m T37 masculino                |
| Josias Lima            | Atletismo | Peso F52 masculino                 |
| Genezi Alves           | Natación  | 150 m estilos SM3 masculino        |
| Bronce                 |           |                                    |
| Maria José Alves       | Atletismo | 100 m T11 femenino                 |
| Maria José Alves       | Atletismo | 200 m T11 femenino                 |
| Suely Guimarães        | Atletismo | Disco F55-57 femenino              |
| Douglas Amador         | Atletismo | 100 m T37 masculino                |
| Douglas Amador         | Atletismo | Salto de longitud F34-37 masculino |
| Anderson Santos        | Atletismo | Disco F36 masculino                |
| Adriano Galvão Pereira | Natación  | 50 m libre S2 masculino            |
| Adriano Galvão Pereira | Natación  | 100 m libre S2 masculino           |
| Genezi Alves           | Natación  | 100 m libre S3 masculino           |
| Genezi Alves           | Natación  | 200 m libre S3 masculino           |
| Adriano Lima           | Natación  | 50 m libre S6 masculino            |
| Ivanildo Alves         | Natación  | 100 m braza SB4 masculino          |
| Gledson Soares         | Natación  | 200 m estilos SM7 masculino        |